# Шахалілов Шамансур Шахалілович
Шахалілов Шамансур Шахалілович (1949) — узбецький науковець і дипломат. Надзвичайний і Повноважний Посол Узбекистану.

## Біографія
Народився в 1949 році. У 1973 закінчив Ташкентський університет, історичний факультет. Доктор історичних наук.
З 1973 по 1985 — лектор, керівник лекторської групи, заступник директора Ташкентського історичного музею.
З 1985 по 1987 — старший науковий співробітник Інституту історії компартії.
З 1987 по 1989 — старший викладач ВПШ при ЦК Компартії Узбекистану.
З 1989 по 1990 — лектор ЦК Компартії Узбекистану.
З 1990 по 1992 — директор Інституту суспільно-політичних проблем.
З 1992 по 1993 — радник, радник-посланник посольства Узбекистану в Росії.
З 1993 по 1994 — завідувач сектором Інституту стратегічних і міжрегіональних досліджень, заступник начальника Управління країн СНД МЗС Узбекистану.
З 1994 по 1998 — Надзвичайний і Повноважний Посол Узбекистану в Москві (Росія).
З 1998 по 2002 — Надзвичайний і Повноважний Посол Узбекистану в Києві (Україна).